# Fredericton-Fort Nashwaak
Circonscription électorale provinciale du Canada
Fredericton-Fort Nashwaak est une ancienne circonscription électorale provinciale du Nouveau-Brunswick de 2006 à 2014. Elle est dissoute au sein des circonscriptions de Fredericton-Grand Lac, Fredericton-Nord et Fredericton-York. La circonscription existe sous le même nom auparavant, mais sa géographie est différente.

## Liste des députés
|  | Kelly Lamrock | Libéral                   | 2006 - 2010 |
|  | Pam Lynch     | Progressiste-conservateur | 2010 - 2014 |